# Fælleskøn
Fælleskøn eller utrum er, når grammatisk hankøn og hunkøn er slået sammen. Dette er eksempelvis sket på dansk, hvor navneord, der bøjes med "en" er fælleskøn, mens ord, der bøjes med "et" er intetkøn.
Navneord med fælleskøn får i bestemt form ental endelsen -en eller -n (bestemthedsmærke) føjet til stammen, fx: en bil – bilen, en pige – pigen.
Fælleskøn påvirker tillige formen af tillægsord, idet denne ikke får nogen tilføjelse (modsat intetkøn, hvor endelsen -t altid føjes til medmindre tillægsordet i forvejen ender på t).
Fælleskøn er en relativt sjælden kategori på indoeuropæiske sprog, da de fleste af de sprog, der har reduceret de oprindelige tre køn til to, har mistet intetkønnet, men det findes også på svensk, norsk og nederlandsk.
Hovedparten af nye navneord på dansk er fælleskøn[kilde mangler] og i dag er ca. 70% af de danske navneord i Retskrivningsordbogen fælleskøn[kilde mangler].